# Friedrich Hann
Friedrich Hann (* 8. Juni 1817 in Marktschelken; † 6. Dezember oder 10. Dezember 1852 in Wien) war ein siebenbürgischer Publizist, Politiker, Rechtswissenschaftler und Hochschullehrer.

## Leben
Hann war Sohn eines Predigers. Er absolvierte ein Studium der Rechtswissenschaft und wurde Landesadvokat in Siebenbürgen. Von 1841 bis 1843 und 1846/1847 war er Abgeordneter des Siebenbürger Landtags für den Leschkircher Stuhl. In dieser Zeit vertrat er den Leschkircher Stuhl auch viermal bei der Sächsischen Nationsuniversität. Als Politiker war er liberaler Ausrichtung.
Hann wurde 1844 zum ordentlichen öffentlichen Professor des ungarischen Geschäftsstils und der doppelten Buchhaltung an der Siebenbürgisch-Sächsischen Rechtsakademie in Hermannstadt ernannt. Ab 1845 übernahm er zusätzlich die Redaktion der Transsilvania, einem literarisch-politischen Beiblatt des Siebenbürger Boten. Er veröffentlichte in dieser Zeit mehrere wissenschaftliche Aufsätze, insbesondere zu handelsgeschichtlichen, statistischen und volkswirtschaftlichen Themen. Außerdem wirkte er in verschiedenen Ausschüssen des Vereines für siebenbürgische Landeskunde und des Siebenbürgisch-sächsischen Landwirtschaftsvereins. 1848 gab er seine Professur ab.
Hann wechselte 1849 nach Wien. Dort wurde er Ministerialkonzipist im neugegründeten Handelsministerium. Er arbeitete zunächst im statistischen Büro, anschließend wurde er Redakteur der Austria, der ökonomischen Zeitung des Handelsministeriums. Für diese arbeitete er unter anderem an der politischen Revue. Außerdem verfasste er Beiträge der Austria über Ungarn und Siebenbürgen. Er soll durch seine Arbeit einen großen Einfluss in Siebenbürgen gehabt haben.
Hann, der bereits zuvor mit einer schwachen Gesundheit zu kämpfen hatte, kämpfte 1852 mit psychischen Problem und starb schließlich durch Suizid. Er wurde am 11. Dezember 1852 in Wien beigesetzt.